# Eutriptus punctatostriatus
Eutriptus punctatostriatus är en skalbaggsart som beskrevs av Olexa 1989. Eutriptus punctatostriatus ingår i släktet Eutriptus och familjen stumpbaggar. Inga underarter finns listade i Catalogue of Life.